# 卡道什·盖佐
卡道什·盖佐（匈牙利語：Kádas Géza，1926年8月7日—1979年3月6日），匈牙利男子游泳运动员。他曾代表匈牙利参加1948年和1952年夏季奥林匹克运动会游泳比赛，共获得一枚银牌和一枚铜牌。